# Merv

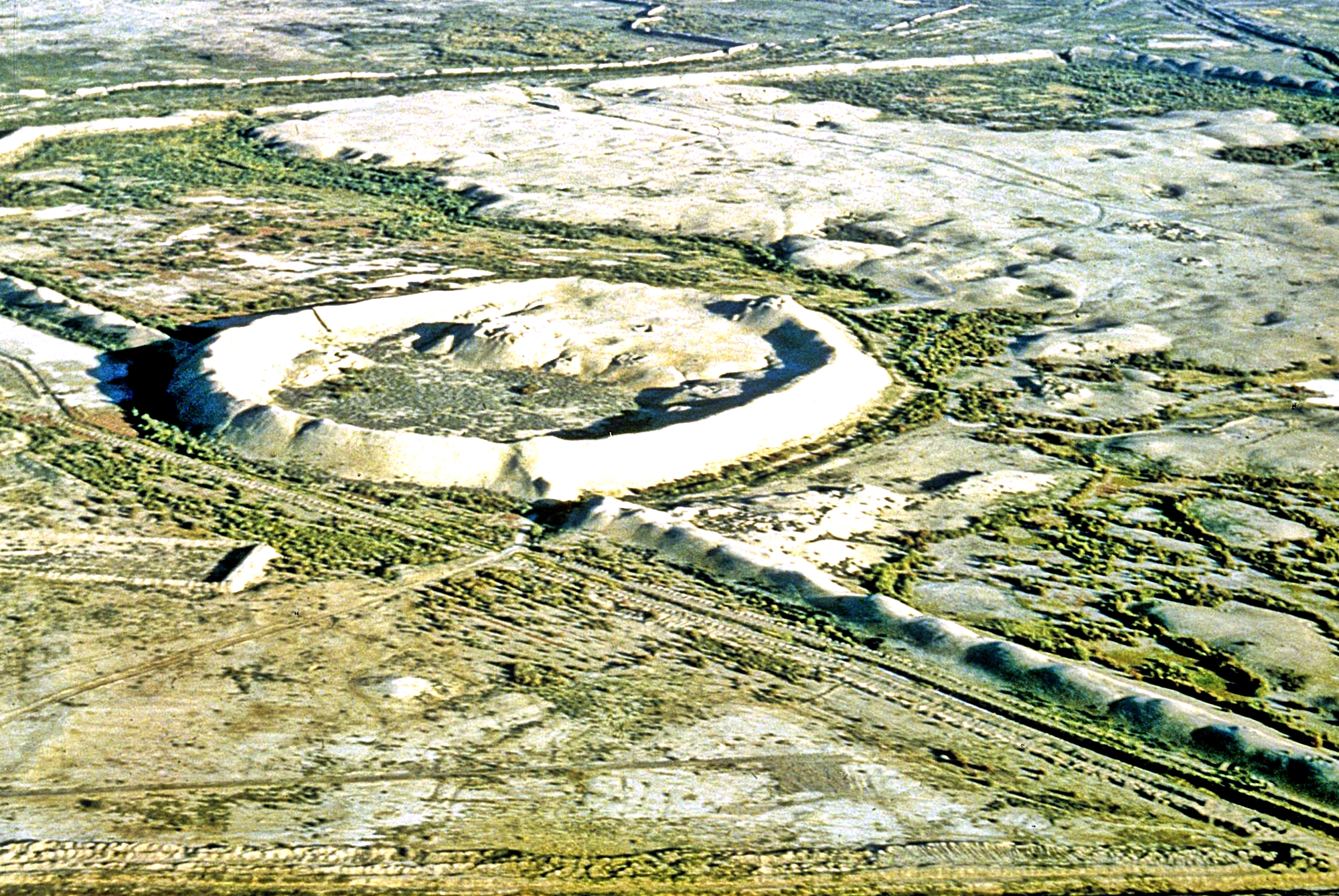
Merv.

Merv (på persiska مرو) var en stor oas-stad i Centralasien, på Sidenvägen, nära dagens Mary i Turkmenistan. Flera städer har funnits på platsen, som har varit en plats för kulturella och politiska utbyten och av stort strategiskt värde.
Platsen för antikens Merv blev 1999 uppsatt på Unescos världsarvslista.

## Historia
Den förhistoriska Sidenvägen har alltid varit en huvudväg för människans folkvandringar genom Centralasien. Trots att en mycket äldre historia ligger begraven under lagren av den senare stadens liv, har arkeologiska undersökningar avslöjat spår av byliv så långt tillbaka som till tredje årtusendet f.Kr.
Under namnet Mouru nämns platsen med Balkh i Zend-Avesta-geografin, vilken antagligen daterar sig till 600-talet f.Kr. (men traditionellt anges betydligt äldre datum). Under namnet Margu dyker staden upp i Behistuninskriften (cirka 515 f.Kr.) som en del i en satrapi under persiska monarken Dareios regeringstid.
Den antika staden tycks ha grundats av Kyros den Store (559-530 f.Kr.), men de akemenidiska nivåerna är djupt begravda under senare lager på platsen.
Alexander den stores besök i Merv är endast legendariskt, men efter hans död blev Merv huvudstad i provinsen Margiana under seleukidiska, partiska och persiska kungadömen. Vid Margusfloden - kallad Epardus av Lucius Flavius Arrianus Xenophon och idag Murghab - låg distriktets huvudstad, kallad Antiochia Margiana (Antiochia av Margiana) efter Antiochos Soter, som återuppbyggde staden, i en starkt utökad plan som gjorde den nära två kilometer tvärsöver. Mycket lite har kommit fram om seleukidernas Antiochia Margiana, förutom resterna av det fortifierade yttre försvarsverket.
Efter Ardashir I (cirka 220-240) kom Merv under persiska sassanid-dynastins kontroll i fyra århundraden.
Vid sidan om den officiella zoroastrianismen under sassanid-dynastin i Persien, har Merv varit hem för ett rad olika religiösa övertygelser och ett antal olika religiösa sekter, inklusive buddhistiska och manikeistiska. Under 400-talet var Merv säte för en kristen ärkebiskop av den nestorianska kyrkan.
De persiska kungarnas herravälde tog slut när den sista av sassanid-dynastins ledare, Yazdegerd III (633-651) mördades inte långt ifrån staden vilket gjorde att militärguvernören kapitulerade för den närmande arabiska armén. Staden ockuperades av löjtnanter till kalifen Uthman ibn Affan, och blev huvudstad i Khorasan. Araberna använde staden som sin bas, ledd av Kotaiba ibn Moslim.
Merv fick en del politiskt strålkastarljus på sig i februari år 748, då Abu Muslim (död 750) förklarade en ny Abbasid-dynasti i Merv, och gav sig iväg från staden för att erövra Iran och Irak och grundade en ny huvudstad vid Bagdad. Därefter var Merv en provinshuvudstad - med undantag för en kort glansperiod från 813 till 818 då kalifen al-Ma'mun tillfälligt var bosatt i Merv vilket gjorde staden till huvudstad för hela den muslimska världen.
Den senare hälften av 700-talet blev Merv mot islam som centrumet för kättersk propaganda förkunnad av al-Muqanna under täckmanteln "profeten av Khorosan". År 874 var det arabiska styret i Centralasien till ända. När araberna dominerade Merv, liksom Samarkand och Bokhara, var en av de stora skolorna av lärande, och den firade historikern Yaqut studerade i dess bibliotek. Merv producerade ett antal lärda inom olika kunskapsområden såsom islamsk lag, Hadith, historia, litteratur och liknande. Flera lärda har namnen Marwazi المروزي vilket betecknar dem som hemmahörande i Merv.
1040 korsade seldjukiska turkar floden Oxus från norr och besegrade Masud, sultanen av Ghazni, uppväxt som Togrul Beg, sonson till seljukiderna, arvtagare till Persiens tron. De grundade den seldjukiska dynastin, med dess huvudstad Nishapur. En yngre bror till Togrul, Daud, tog kontroll över Merv och Herat. Togrul efterträddes av sin nevö Alp Arslan (Stora Lejonet), som begravdes i Merv. Det var ungefär vid denna tid som Merv nådde höjden av sin storhetstid och blev ett centrum för persisk kultur och vitterhet. Under sultanen Sanjars (eller Sinjars) styre i mitten på 1000-talet, invaderades Merv av de turkiska stammarna i Ghuzz från på andra sidan Oxus. Denna händelse skedde under ledarskiftet i Khwarizm (Khiva).
1221 öppnade Merv sina portar för Tolui, son till Djingis Khan, Mongolernas hövding. Eftersom de bjudit motstånd drevs alla stadens invånare, 70 000 plus tjugo gånger så många flyktingar, ut på fälten och fick halsen avskuren. En beräkning efteråt konstaterade att mer än en miljon trehundratusen människor miste livet, enligt John Mans bok Djingis Khan, och då räknade man bara upp till 1,3 miljoner, en stor del av kropparna försummades. Utgrävningar avslöjar ett drastiskt återuppbyggande av stadens fortifikationer i efterdyningarna, men nu började stadens nedgång. I början av 1300-talet blev staden säte för en kristen ärkebiskop av den Östliga kyrkan. Efter Djingis Khans sonsons död blev Merv upptaget 1380 som Tamerlanes egendom, Samarkands Mongolprins.
1505 ockuperades staden av uzbeker, som fem år senare kastades ut av Ismail Khan, grundaren till Safawid-dynastin i Persien. Det var under hans period som en stor damm återställdes vid floden Murghab av en persisk adelsman, och bosättningen som växte fram i området med bevattningskanalerna blev känd som Bairam Ali, ett namn som omnämns i några 1800-talstexter. Merv förblev under persernas kontroll till 1787, då staden intogs av Emiren av Bokhara. Sju år senare raserade Bokhara staden till grunden, rev dammen och omvandlade distriktet till en ödebygd. När Sir Alexander Burnes korsade landet 1832, var Khiva ledare över Merv. Omkring denna tid blev Tekketurkmener, bosatta i Hari Rud, tvingade av perserna att flytta norrut. Khivanerna bekämpade Tekkes utbredning, men omkring 1856 blev de senare en överväldig makt i landet, och förblev det till dess Ryssland ockuperade oasen 1883.

## Lämningar
Ryska utgrävningar av den uråldriga platsen började 1890. Från 1992 till 2000 har ett samarbetsteam av arkeologer från Turkmenistan och Storbritannien gjort remarkabla upptäckter.
Ruinerna av gamla Merv täcker ett område på mer än 39 km². Merv har en av de finaste seleukidiska stadsmurarna som någonsin upptäckts. Två persiska bostadskvarter upptäcktes under 1990-talets utgrävningar, i citadellet och i de lägre delarna av staden, vilka erbjuder den första nära daterade material från ett stort persiskt centrum. Platsen har även ett citadell (Bairam Ali Khan kalah) 11x8 meter, byggt av en son till Tamerlande och förstört av bokharer, samt en annan kalah eller muromgärdat område känd som Abdulla Khan. Norr om dessa ligger seleukidernas gamla huvudstad, känd som Sultan Kalah, och förstörd av mongolerna 1219. Den mest tydliga lämningen är begravningsmoskén av Sultan Sanjar, daterad från 1100-talet. Öster om seleukidernas gamla huvudstad ligger Giaur Kalah, den nestorianska erans Merv och arabprinsarnas huvudstad. Norr om seleukidernas gamla huvudstad ligger ruinerna av Iskender Kalah, sannolikt det antika Merv under seleukid-dynastin.

## Geografi
Oasen ligger i södra änden av Karakumöknen, på koordinaterna 37°30’ N och 62° Ö. Den ligger omkring 370 kilometer norr om Herat, och 450 kilometer sydsydost om Khiva. Området är omkring 4900 km². De stora bergskedjorna Paropamisus och Hindukush går från Kaspiska havet till Pamir och slutar omkring 290 kilometer söder om Merv. Genom eller nära detta pass norrut flyter parallellt floderna Hari Rud (Tejend) och Murghab, tills de försvinner i Karakumöknen. Detta gör Merv till en sorts vaktpost över vägen in i Afghanistan i nordväst och samtidigt till en sorts etapp mellan nordöstra Persien och städerna Bokhara och Samarkand.

## Demografi
Dagens invånare i oasen är turkmener från Tekkestammen.

## Ekonomi
Oasen har ett bevattningssystem med kanaler grävda från Murghab. Landet har alltid varit känt i hela Östern för sin bördighet. Olika typer av sädesslag och många frukter växte här i stor mängd, till exempel vete, hirs, korn och meloner, ris och bomull. Bomullsfrön från arkeologiska utgrävningar visar att bomullstextilier redan på 400-talet var en viktig del i ekonomin i staden. Silkesmask har fötts upp. Turkmenerna har en berömd typ av hästar och har kameler, får, nötboskap, åsnor och mulor. Turkmenerna är utmärkta silverhantverkare och kända som vapensmeder. En av upptäckterna under 1990-talets utgrävningar var 800-tals eller 900-talsverkstäder där stål producerats, vilket bekräftar samtida islamiska rapporter: ett stort steg i teknologins historia.
Mattor från Merv-regionen anses ibland som bättre än de persiska. De gör även filtar och grova kläder av lammull.

## Klimat
På sommaren är hettan tryckande. Minsta vind skapar dammoln, vilka fyller luften och gör den så tät att den förmörkar middagssolen och gör andning svårt. På vintern är klimatet mycket gott. Snö faller sällan och händer det så smälter den direkt. Den årliga nederbörden uppgår sällan till mer än 120 mm och det faller vanligen inget regn mellan juni och oktober. Under sommaren stiger temperaturen till 36° C och på vintern går den ned till -7° C. Årsmedeltemperaturen är cirka 16° C.